# Ludwikówko
Ludwikówko – część wsi Barłomino w Polsce, położona w województwie pomorskim, w powiecie wejherowskim, w gminie Luzino.
W latach 1975–1998 Ludwikówko administracyjnie należało do województwa gdańskiego.